# Torneo de Monterrey 2018
El Abierto GNP Seguros 2018 fue un torneo de tenis femenino jugado en cancha duras al aire libre. Fue la 10.ª edición del Abierto de Monterrey, un torneo WTA International. Se llevó a cabo en el Club Sonoma en Monterrey, México, del 2 al 8 de abril.

## Distribución de puntos
| Modalidad           | Campeona | Finalista | Semifinales | Cuartos de final | 2ª ronda | 1ª ronda | Clasificadas | 3ª ronda de clasificación | 2ª ronda de clasificación | 1ª ronda de clasificación |
| Individual femenino | 280      | 180       | 110         | 60               | 30       | 1        | 18           | 14                        | 10                        | 1                         |
| Dobles femenino     | 280      | 180       | 110         | 60               | -        | 1        | -            | -                         | -                         | -                         |

## Cabezas de serie

### Individuales femenino
| Tenista              | Ranking | Preclasificada |
| Garbiñe Muguruza     | 3       | 1              |
| Magdaléna Rybáriková | 18      | 2              |
| Lesia Tsurenko       | 41      | 3              |
| Tímea Babos          | 47      | 4              |
| Mónica Puig          | 82      | 5              |
| Ana Bogdan           | 85      | 6              |
| Sachia Vickery       | 89      | 7              |
| Ajla Tomljanović     | 90      | 8              |

- Ranking del 19 de marzo de 2018.[2]

### Dobles femenino
| Tenista                            | Ranking | Preclasificada |
| Nao Hibino Darija Jurak            | 107     | 1              |
| María Irigoyen Miyu Kato           | 124     | 2              |
| Dalila Jakupović Irina Khromacheva | 130     | 3              |
| Anna Blinkova Lidziya Marozava     | 178     | 4              |

## Campeonas

### Individual femenino
Garbiñe Muguruza venció a  Tímea Babos por 3-6, 6-4, 6-3

### Dobles femenino
Naomi Broady /  Sara Sorribes vencieron a  Desirae Krawczyk /  Giuliana Olmos por 3-6, 6-4, [10-8]